# 生き埋め
生き埋め（いきうめ）とは、動物（ヒトを含む）が生きたままで土中などに埋没すること、あるいは、人為的に埋没させられることを言う。

## 生き埋め（通俗）

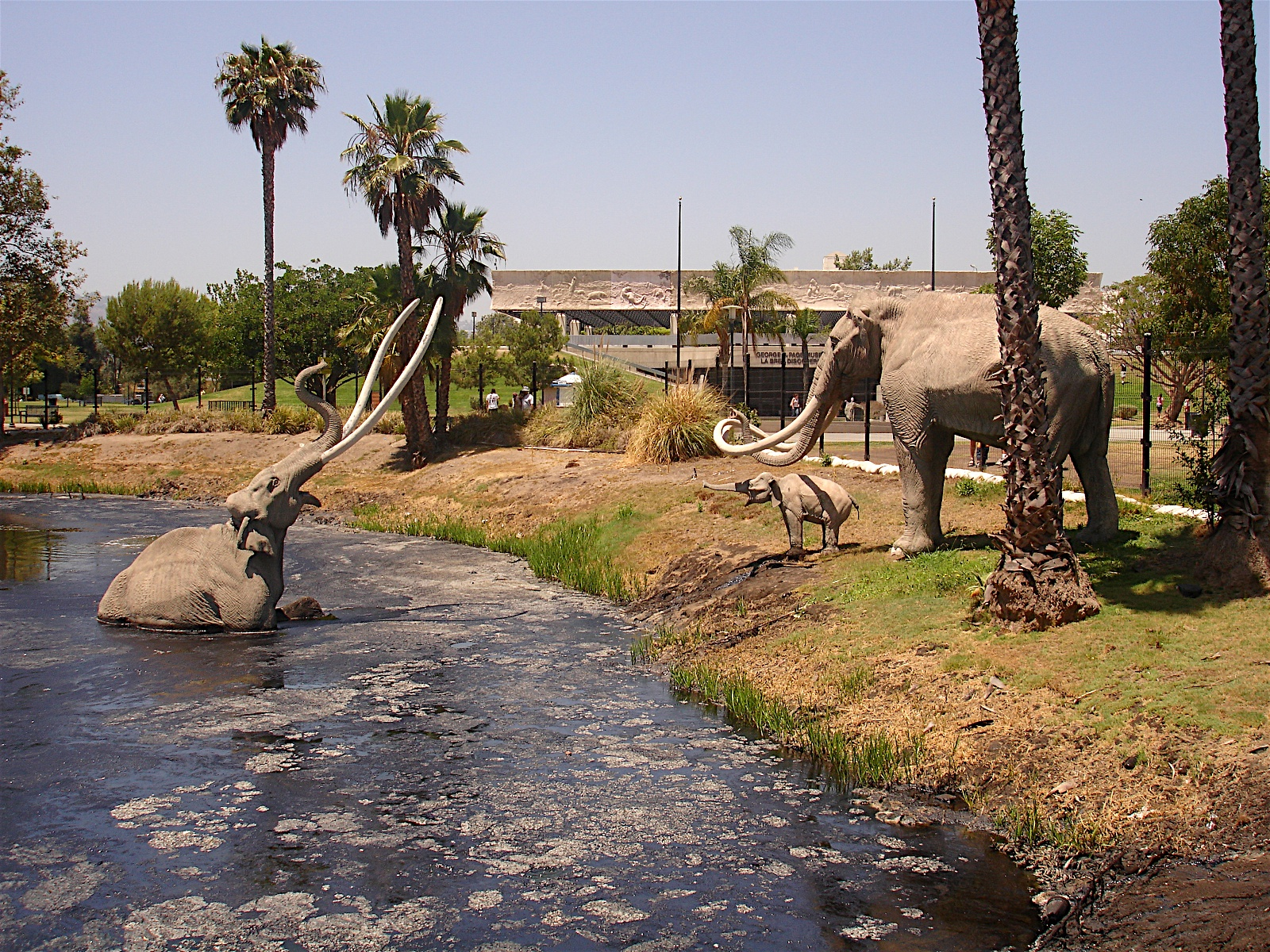
ロサンゼルス郡自然史博物館による、ランチョ・ラ・ブレアのタールピットに設置されたコロンビアマンモスの家族の復元模型。

一般用語としては、人間と動物の別にかかわらず、災害（自然災害、人災）、事故、人為（通常的行為、宗教的行為、犯罪的行為）によって、生きたまま自力で脱出できない深さまで土中などに埋まってしまうこと、埋められてしまうことを指して生き埋めと言う。
「埋没」と呼べる深さにまで埋まって初めて「生き埋め」であり、自力で脱出できる深さや状態ではそのように呼ばない。
土中、土砂中に埋没することを指す場合が多いが、古代の動物や人間がタールピットや底なし沼に呑み込まれたり、ミキサー車や工事現場の生コンクリート、工場内の小麦粉やテレビ番組の撮影用に細かくされた発泡スチロールなどといった粉粒体の山などに埋没する場合もある。
また、洞窟や鉱山などの閉鎖空間の出口が埋まって閉じ込められた場合も指すことがある。

### 災害、事故

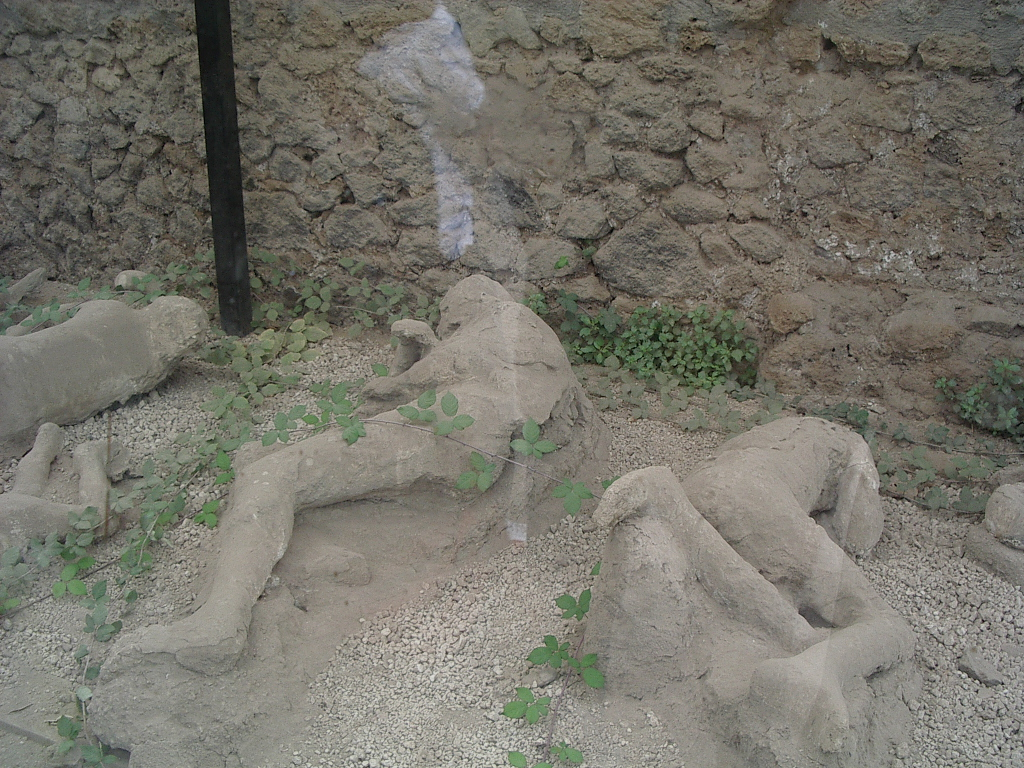
火山灰に埋まった遺体が朽ちることで遺った空洞に石膏を流し込んで復元された、ポンペイの犠牲者の姿。

災害や事故として起こる生き埋めについては、該当記事内にて解説する。
自然災害による生き埋めは、ヴェスヴィオ山の噴火によって滅びたポンペイ事例が著名である。
また、雪に埋まる、積もった雪の中に落ちて生き埋めになって凍死に至る、といった生き埋め事故は人里でも頻繁に起こる。
2000年代後半以降のロシアでは「死への恐怖を克服するため」「自らの忍耐力を試したい」などと称して自らの意志で生き埋めとなるという修行めいた無謀な挑戦の決行者が現れ、インターネットを通じて流行した。ネット上での実況中継者が多数現れるなか、2009年の夏には北西部の都市ヴォログダにて友人の助けを借りて森で生き埋めになった男性1名が死亡し、2011年6月にも極東部のブラゴヴェシチェンスクにて男性1名が死亡した。後者の死因は、一晩中降り続いた大雨が通気孔を塞いでしまったことによる窒息であったと推定された。
人為的な土砂崩れ実験の制御が失われ、多数の生き埋めが発生した事故例もある。
死因は窒息が多いものの、埋められたことで体温が奪われることによる低体温症も多い。
2000年代以降は、生き埋めとなった者を含めた災害現場の救助活動の目安として「72時間の壁」が意識されるようになった。72時間を超えた場合、人間の生存確率が低くなるとされ、集中的な救助活動を行う目安となることがある。

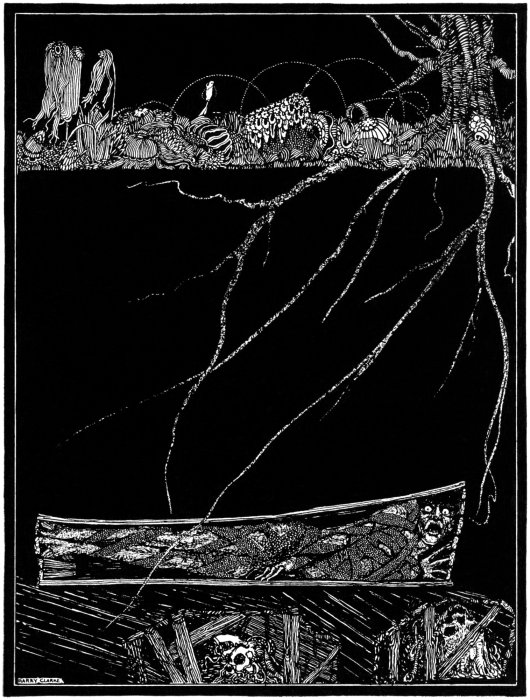
エドガー・アラン・ポーの小説 『早すぎた埋葬』の挿絵。

### 生きながらの埋葬
仮死状態などに陥って「死亡した」と誤認・誤診された人間が生きながらに埋葬されてしまう事例は、土葬を行っていた地域では検死技術が未発達であった時代には少なからず発生していたと考えられている。「棺桶を内側から開けようとした形跡のある埋葬遺体」の目撃談が世界各地に数多く残っている。18世紀のヨーロッパでは、このような悲劇を防ぐために、内側から外部に救助を求めることが可能な棺桶である「安全な棺」が発明され、1世紀ほどの間、実用化されていた。
エドガー・アラン・ポーは短編小説 『早すぎた埋葬』（1844年刊）などにおいて、19世紀の欧米においても現実的であった「生きたまま埋葬されること」への怖れを、テーマや演出素材として扱っている。

### 宗教的行為、政治的行為
宗教的および政治的行為として行われる生き埋めは、多くの場合、生贄（動物を含む）や人身御供の一種である。日本にはこの形の人身御供として人柱があった。人柱に類似の人身御供は日本以外の地域でも散見される。ほかにも、アフリカはマリ共和国の都市ジェンネに残る伝説では、9世紀末に都市が築かれる際、タパマ・ディネポ (Tapama Dienepo) という一人の少女が、都市防衛と繁栄祈願のため、都市の城郭に生き埋めにされたという。
また、権力者の死に伴う殉死者が殉葬という形で生き埋めにされることは古代において稀ではなかった。『日本書紀』の記すところでは、倭彦命の死に伴って側近たちが主人の墓の周辺に生き埋めにされたが、その最期があまりにも悲惨な様子であったことから、これよりのち、野見宿禰の考案した埴輪をもって殉死者の代わりとする習慣が生まれたという（埴輪の起源譚）。考古学的には、古墳時代に殉葬はなかったとする説が有力であるが、一部で研究する説がある（詳細は殉死を参照）。
そのほか、信仰がらみの虐待で生き埋めが行われることもある。

### 犯罪行為・犯罪的行為
犯罪行為やそれに近い犯罪的行為としての生き埋めには、様々な種類の虐待によるものや、私刑によるものがあり、猟奇的側面が色濃い。日本の例では佐賀貰い子殺人事件（1902年）、警察庁広域重要指定118号事件（千葉・福島・岩手誘拐殺人事件。1986-1991年）、栃木生き埋め殺人事件（1992年）、東大阪集団暴行殺人事件（2006年）などがある。
また、政敵や邪魔者（無用となった味方、多すぎる捕虜なども含む）の排除、処分の手段として生き埋めが行われることもある。平安時代後期の武将・平成幹の殺害手段は生き埋めであった。他に八釣白彦皇子（456年、日本）、汪寿華（1927年、中国）なども生き埋めにされて殺されている。
本来は信仰心によって立つ人柱という風習に名を借りた組織的殺人が、過去には行われていた（cf. 常紋トンネル）。

## 生き埋め（生態）
動物の生態において生き埋めという行為に及ぶ例はあまり知られていないが、プレーリードッグの雄などは縄張り争いをするライバル雄を巣穴で生き埋めにして殺すことがある。

## 生き埋め（戦争）

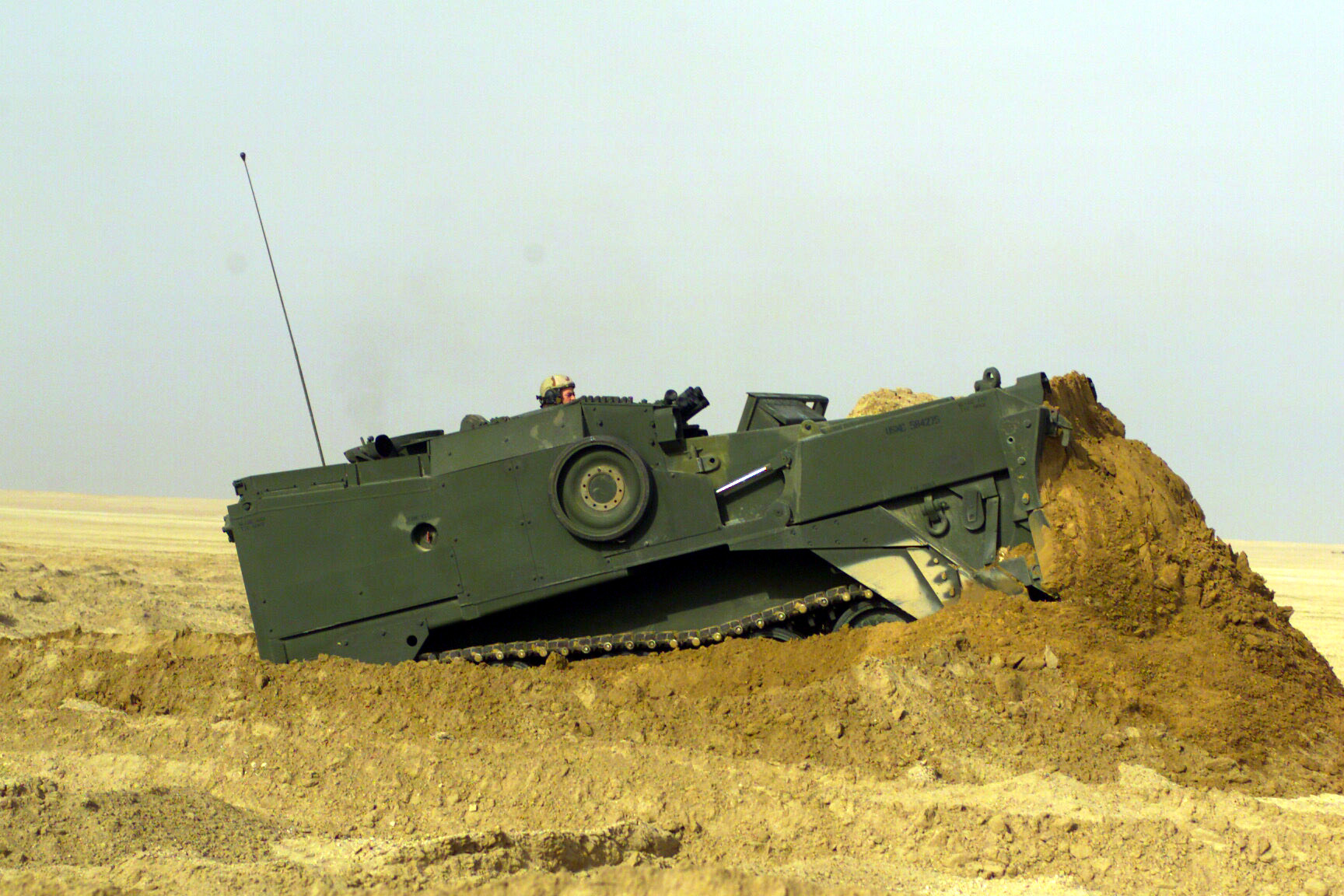
アメリカ陸軍の装甲ブルドーザー「M9ACE」

戦争における戦術および戦闘の手段や結果としても生き埋めがある。
フランス軍人トマ・ロベール・ブジョー配下のサンタルノ大佐は、1845年、アルジェリアでの戦いで洞窟に逃げ込んだアラブ人を全て生き埋めにして殺害し、その後の2年間、大量虐殺を続けた。1990年代の湾岸戦争においては、ドーザーブレードを装着したアメリカ陸軍の装甲ブルドーザー「M9ACE」によってイラク軍の塹壕を埋め立てる作戦が行われた結果、逃げ遅れたイラク軍兵士の一部が生き埋めとなったという報告がある（cf. 塹壕#現代の歩兵と塹壕）。また、イラクの政治家アリー・ハサン・アル＝マジードは、湾岸戦争停戦後、自国南部でシーア派住民による反政府蜂起（1991年インティファーダ）が起こると苛烈極まる弾圧の指揮を執った。捕らわれた住民は拷問を受けた後、戦車で轢き殺されたり、生き埋めなどの残虐な方法で殺された（cf. アリー・ハサン・アル＝マジード#湾岸戦争後）。

## 生き埋め（刑罰）
法律的分野においては、刑罰の一種として生き埋めがある。
日本で行われていた石子詰めは、地面に穴を掘って、首から上が地上に出るよう受刑者を埋め、周囲に多くの小石を入れて圧殺するものであった。樺太アイヌの社会では、殺人者は被害者の遺体と共に生き埋めの刑に処された。
古代オリエント世界で一般的に行われ、今日でも一部のイスラム教国で行われ続けている石打ちは、下半身を生き埋めにして、動きが執れない状態の受刑者に対して大勢の者が石を投げつけて死に至らしめる処刑法である。鋸挽きという刑罰は、受刑者の首を鋸で切断するという処刑方法であるが、日本で行われていた鋸挽きの場合、首から下を土中に埋める形で受刑者を生き埋めにすることもあった。

## 関連作品
- 小説 『早すぎた埋葬』 ：1844年刊。エドガー・アラン・ポー。
- 小説 『煙か土か食い物』 ：2001年刊。日本。
- テレビドラマおよび映画 『どたんば』 ：1956年、日本。